# 叶夫根尼·吉洪措夫
叶夫根尼·帕夫洛维奇·吉洪措夫（羅馬化：Yawheni Pawlavich Tsikhantsow:1998年11月4日—），白俄罗斯男子举重运动员，2019年世界举重锦标赛男子102公斤级金牌得主、2023年世界举重锦标赛男子102公斤级铜牌得主。